# Antiga Casa dos Hansen na Fazenda Santa Bárbara
A Antiga Casa dos Hansen na Fazenda Santa Bárbara é uma edificação localizada em São Felix, município do estado brasileiro da Bahia. Foi tombada pelo Instituto do Patrimônio Artístico e Cultural da Bahia (IPAC) em 2002, através do processo de número 009. Atualmente, abriga o Museu Hansen Bahia.

## História
Em 1859, D. Pedro hospedou-se nessa edificação quando em passagem pela cidade.
A casa foi residência do casal de artistas plásticos mundialmente reconhecidos, Ilse e Hansen Bahia, especialistas em xilogravura. Em 1973, Hansen ofereceu sua obra, através de testamento às cidades de Cachoeira e São Félix e instituiu a Fundação Hansen Bahia.

### Hansen Bahia
Karl Heinz Hansen depois de várias vivências em diferentes países, conheceu e escolheu São Félix para morar, junto com sua esposa Ilse Stromier. Ficou conhecido como 'Hansen Bahia' e sua vasta obra está exposta na Fundação Hansen Bahia.
Hansen faleceu de câncer e seus restos mortais foram enterrados na fazenda. O falecimento de Ilse ocorreu cinco anos depois; quando a fazenda foi incorporada à Fundação Hansen Bahia, com seu mobiliário e ferramentas de trabalho.

## Tombamento
A Antiga Casa dos Hansen na Fazenda Santa Bárbara foi tombada pelo IPAC em 2002, recebendo tombo de bens imóveis (Inscrição n° 51/2002).